# L'Instinct de l'équarrisseur
 (août 2013).
L'Instinct de l'équarrisseur : Vie et mort de Sherlock Holmes est un roman de Thomas Day publié en mars 2002 aux éditions Mnémos. 
Le roman est une uchronie dans laquelle Arthur Conan Doyle, qui n'a pas inventé Sherlock Holmes, rencontre le véritable détective et le Docteur Watson dans un monde parallèle et devient son biographe tout en profitant pour écrire des œuvres de fiction s'inspirant de ses aventures en les édulcorant. Toutefois le véritable Sherlock Holmes est bien différent du détective créé par Conan Doyle : il vit à « Londen » (vision déformée du Londres victorien), univers où les humains cohabitent sur Terre avec une race extraterrestre, les Worsh. Par ailleurs l'Assassin royal a reçu l'autorisation de la reine Epiphanie Ire de tuer selon son bon vouloir pour défendre la Couronne. Arthur Conan Doyle verra Holmes et Watson affronter différents adversaires, notamment le Professeur Moriarty, dans un monde où chacun cherche l'immortalité à sa façon.

## Résumé
Arthur Conan Doyle est un médecin de campagne qui a découvert l'existence de Londen, une sorte de Londres déformée et déjantée où le véritable Sherlock Holmes, aidé du fidèle professeur Watson, est l'assassin royal. Il a pour mission de traquer les pires criminels, de les juger et de les châtier selon son bon plaisir. Dans ce monde où l'humanité cohabite avec une autre espèce, les Worsh, tout y est différent, plus sombre, plus déjanté, plus violent. Londen est, en quelque sorte, la vision steampunk du Londres victorien de Doyle, où la technologie Worsh a exacerbé la révolution industrielle.
Leur première aventure va leur faire traquer le Jack l'Éventreur de Londen. Il s'agit d'une sorte de vampire autrefois transformé en pierre, puis libéré par son actuel possesseur pour qu'il lui obtienne la vie éternelle. À la suite d'une poursuite à bord du side-car volant créé par Watson, Sherlock Holmes parviendra à mettre un terme à ses agissements.
De retour à Londres, Conan Doyle profite des informations qu'il a glané à Londen pour traquer le Jack l'Éventreur de son monde. Il s'associe au poète Oscar Wilde et le duo parvient à stopper le tueur de prostituées qui se révèle être Sir William Gull, chirurgien personnel de la reine. Lorsqu'il se justifie, il cite un livre nommé L'Instinct de l'équarrisseur : vampires d'Europe centrale et sorciers d'Afrique, un chemin vers l'immortalité. William Gull est persuadé de devenir immortel en commettant des meurtres et en usant de cannibalisme.
Pendant ce temps, à Londen, une aventurière nommée Elisabeth « Shiva » Worrington découvre que Moriarty réside à York, dans ce que l'on appelle la Cité Interdite, dont tous les habitants furent massacrés ou empoisonnés. Il mène des expériences en utilisant des humains comme cobaye. Lui aussi sur la piste de l'immortalité, il a découvert que le meurtre libère dans le cerveau humain une hormone, la thanatine, empêchant le vieillissement et repoussant la mort. Il tente par tous les moyens d'en créer une version de synthèse, et Elisabeth est venue pour l'aider et obtenir cette même immortalité.
Plusieurs années après la rencontre des deux individus, Sherlock Holmes, qui dispute ouvertement une partie d'échecs contre Moriarty, est averti que celui-ci compte déclencher son coup final. Il décide de le contrer, mais jouant avec un coup de retard, tombe dans le piège de son ennemi et s'injecte un poison. Il ne lui reste que quelque temps à vivre et il décide donc de traquer Moriarty qui vient d'enlever de nombreux scientifiques de renom.
Accompagné de Watson, Doyle et d'un Worsh nommé Palvish Thagada, ils partent retrouver l'Arche, le vaisseau spatial des Worsh. L'Arche serait enfouie près du Machu Picchu, mais son accès est un tabou fort dans la civilisation Worsh. Le vaisseau, utilisant une énergie nucléaire, contient ce qu'il faut pour créer une armée de robots capable de conquérir le monde. Moriarty utilise les scientifiques pour remettre en marche la fabrique.
Sherlock Holmes et Moriarty finissent par s'affronter et Holmes vient à bout de son ennemi en détruisant son hypophyse (base des hormones, rendant la thanatine impuissante : seul moyen de venir à bout de son infini pouvoir de régénération). Holmes a été averti par Elisabeth de son point faible, car celle-ci est tombée amoureuse de Jack London et a choisi de les aider.
Mais Holmes décède peu de temps après, en raison de empoisonnement. Auparavant, il avait décidé de jeter l'Arche dans le soleil car le vaisseau contient des matières radioactives néfastes pour la Terre. Watson utilise la thanatine de synthèse de Moriarty pour ramener Holmes à la vie afin qu'il conduise le vaisseau vers le soleil où, malgré le désir contraire des scientifiques, ils seront tous les deux détruits.

## Personnages

### Arthur Conan Doyle
Il est un médecin ulcéré d'être effacé par sa création littéraire. Il voudrait être reconnu pour ses travaux historiques.
Sa femme Touie est malade, mais il la sauve avec les médicaments de Londen incluant la technologie Worsh. 
Il édulcore énormément le personnage de Sherlock Holmes pour ses livres dans son monde, car ce dernier ne peut en aucun cas correspondre à la moralité de période victorienne. Conan Doyle mélange les caractères de James Halliwell Watson et Sherlock Holmes qu'il connaît pour en faire un unique personnage et reléguer le nom de Watson au simple rédacteur des histoires.

### Sherlock Holmes
Le Sherlock Holmes de Londen est un homme sadique, moins intéressé par les énigmes (qu'il ne peut résoudre sans avoir accès à l'intelligence de Watson) que par le châtiment qu'il pourra infliger au criminel.
Il est marié à une Indienne, Shari, qui le considère comme le Rudra incarné, un dieu parmi les mortels, dont elle est enceinte. 
Totalement sourd aux émotions humaines normales, c'est un psychopathe qui n'a de compte à rendre à personne, sinon à la reine. Il profite de son titre pour déclencher la peur chez ceux qu'il interroge et faire taire les voix qui s'élèvent contre son existence, car un individu au-dessus des lois n'est pas sans faire grincer des dents.
Il est tout aussi drogué que celui décrit dans les livres de Conan Doyle, mais c'est un réel aventurier qui se moque de tout sauf de sa mission. Déjanté et décalé, ses apparitions sont souvent sources d'humour (parfois noir).

### Professeur Watson
Dans Londen, Watson est un professeur qui a percé de nombreux secrets de la technologie Worsh pour créer tous les gadgets qui permettent à Sherlock Holmes de traquer les criminels.
Il est aussi à l'origine de l'Ondovribrateur qui permet de passer de Londres à Londen et inversement.
Sa vie entière est vouée à Sherlock Holmes et il avoue son homosexualité à Arthur Conan Doyle.

### Palvish Thagada et les Worsh
Les Worsh sont un peuple pacifiste, à la technologie avancée. Ils ressemblent à des oursons et il existe de nombreuses théories au sujet de leur origine. Au fur et à mesure du roman, on va comprendre qu'en fait, ceux qui sont sur Terre sont des descendants de bagnards évadés, que la honte de leurs crimes ont rendu totalement pacifiste, la violence étant devenue taboue et source de bannissement. Ils sont révoltés par les méthodes sanguinaires de Sherlock Holmes, mais lorsque celui-ci se propose de détruire l'Arche, Palvish est d'accord, contre l'avis des scientifiques humains, car cela ôterait un poids des épaules de son peuple… et la technologie lui paraît trop dangereuse pour l'humanité actuelle.

## Éditions
- L'Instinct de l'équarrisseur, Mnémos, coll. « Icares », 28 mars 2002, 369 p.  (ISBN 978-2-911618-77-2)
- L'Instinct de l'équarrisseur, Gallimard, coll. « Folio SF » no 188, 30 septembre 2004, 432 p.  (ISBN 978-2-07-042607-2)